# Sagum
Sagum va ser una peça destacada que generalment portaven els membres de l'exèrcit romà tant durant la República com durant l'inici de l'Imperi. Considerat simbòlicament com un de guerra per la mateixa tradició que abraçava la toga com a peça de pau. Era una capa gruixuda de llana, oberta pel davant que es tancava al voltant del coll amb un fermall i era el vestit distintiu del ciutadà romà en temps de guerra, no només al camp de batalla, sinó que també la portaven els homes a la ciutat si hi havia un tumult o una invasió. Contrastava amb la toga, el vestit que es portava en temps de pau. Les persones de rang consular no utilitzaven el sagum en cap ocasió. Durant la guerra social tota la població va portar el sagum durant dos anys.
El sagum era originàriament una peça de roba que portaven els camperols (segons Plini el Vell) i els esclaus (segons el Digest), i també el van adoptar els soldats romans i els oficials inferiors perquè els permetia una gran llibertat de moviments amb les armes. Es contraposava al Paludamentum, una peça de vestir que portaven els oficials superiors i els generals. El paludamentum de vegades s'anomenava també sagum, però era més freqüent anomenar-lo sagulum. La paraula sagum s'aplicava a tota mena de capes, encara que algunes tenien noms específics, com ara birrus, laena, lacerna i abolla.
Les nacions germàniques i escites també portaven sagum i es coneixen representacions de sàrmates amb aquesta peça de vestir. Tàcit parla del sagum germànic, i segons Juli Cèsar, els gals també l'utilitzaven.
En una època posterior, durant l'Imperi, la paraula sagum va ser substituïda per la paraula clàmide, peça de roba que tenia funcions semblants. Hi havia molta varietat en les formes, en el material i en el disseny del sagum, i mentre els gals preferien una roba de quadres, els hispans la usaven de color negre, i aquests dos tipus de sagum es van fer populars a Roma al final de l'Imperi. Sembla que en aquesta època el sagum portava una caputxa.